# 庵山沙丘遗址
庵山沙丘遗址，位于中国福建省泉州市晋江市深沪镇坑边村，青铜时代沙丘聚落遗址。遗址原有面积达20万平方米，现存面积20000平方米。2007年第一次发掘面积775平方米，发现夯土房基、夯土墩活动面及贝壳坑等遗迹。出土300多件凹石器，大量陶器残片、玉器饰件，少量青铜器（锛、小叉件）等，以及大量海生贝壳和陆生动物遗骨。陶器以夹砂陶为主，普遍施红彩衣；器形有釜、罐、器盖、支座等；拍印的纹饰有绳纹、方格纹、叶脉纹、曲折纹、栅篱纹、席纹和素面纹等。此处遗址，是目前中国东南沿海发现的规模最大的史前沙丘遗址。2009年11月16日公布为第七批福建省文物保护单位。